# Füzuli Məmmədov
Füzuli Məmmədov (8 settembre 1977) è un ex calciatore azero, di ruolo difensore.

## Carriera

### Club
Ha giocato nella massima serie del proprio paese con varie squadre e nella massima serie ucraina con il Prykarpattya Ivano-Frankivsk.

### Nazionale
Debutta nel 1998 con la Nazionale azera, giocandovi 12 partite fino al 2003.